# Hrad Kantara
Hrad Kantara (řecky Κάστρο της Καντάρας, turecky Kantara Kalesi) je středověký hrad na Kypru (na území tzv. Severního Kypru ovládaného Turky), v pohoří Kyrenia, v nadmořské výšce 613 metrů nad mořem. Hrad je obklopen žulovými a pískovcovými hřebeny, které byly použity jako hlavní stavební materiál. Hrad vytváří obranou osu spolu s dalšími dvěma hrady, Buffaventem a Svatým Hilarionem, a je z nich nejzachovalejší. Z hradu je rozhled a lze z něj spatřit i pobřeží Turecka i Sýrie.
Název hradu je odvozen z maronitského slova kandak, což znamená kamenný most. Přesné datum založení hradu není známo, pravděpodobně byl postaven ještě v byzantském období, tedy před rokem 1191, nejpozději snad v roce 1096. Jisté je, že roku 1191 již stál, neboť ho toho roku dobyl Richard Lví srdce během svého tažení proti vládci ostrova Izáku Komnenovi. Zpráva o tomto dobytí je nejstarší písemnou zmínkou o stavbě. Richard následně prodal ostrov templářům, avšak rychle ho ztratili na úkor Lusignanů. V roce 1229 byl hrad obléhán Ibeliny, kteří jej ostřelovali trebuchety a zničili několik budov. V roce 1373 byl Kypr napaden Janovskou republikou, princi Janovi z Antiochie se podařilo uprchnout z Famagusty právě na kantarský hrad, odkud zorganizoval úspěšnou protiofenzívu, která vyhnala Janovany z ostrova.
Jakub I. Kyperský a Petr II. Kyperský si uvědomovali důležitost tří kyrénských hradů a značně rozšířili jejich opevnění. Za jejich vlády byla Kantara přeměněna na posádkový hrad, byla postavena kasárna a obrovská cisterna. Další cisterna, která se nacházela v suterénu hradu, byla přeměněna na vězení a později přeměněna na ubytování pro kapitána posádky. V roce 1489 získala ostrov Benátská republika, jejíž inženýři v roce 1519 označili hrad za zastaralý. Všechny tři kyrénské horské hrady se přestaly používat a poslední posádka odešla v roce 1525. Brzy již šlo hovořit o ruinách. Kantarský hrad zůstal v relativně dobrém stavu až do doby, kdy byl na počátku 20. století vyrabován. V roce 1905 byl hrad prohlášen za historickou památku díky úsilí francouzského archeologa Camilla Enlarta. V roce 1914 provedly britské koloniální úřady restaurátorské práce ve snaze přilákat na hrad turisty. V roce 1939 byly zrekonstruovány základy podkovovité věže, aby se zabránilo jejímu zřícení.